# Историја Јерменије

### Антички период
Јерменија лежи на висоравни која окружује библијску планину Арарат на којој се према предању зауставила Нојева барка након велике поплаве (Стари завет; Књига Постања 8:4). Савремена археолошка истраживања сведоче о развијеном винарству на територији Јерменије из периода око 4.000. п. н. е. и то је један од доказа постојања најранијих цивилизација на том подручју. У бронзаном добу на подручју Велике Јерменије постојало је неколико развијених цивилизација, укључујући Хетитско царство на врхунцу моћи, Митанско краљевство на југозападу историјске Јерменије и Хајаса-Ази царство (1500—1200. п. н. е.). Између 12. и 9. века п.н.е. на подручју Јерменске висоравни своје државу су имали и Наири, као и Урарту (1000—600. п. н. е.). Сви ови народи и племена су учествовали у етногенези савременог јерменског народа. Јереван, савремена престоница Јерменије је основан 782. п. н. е. од стране краља Аргиштија I.
Краљевина Јерменија је формирана око 600. п. н. е. под јерменском династијом Оронтида (Yervanduni). Држава је достигла свој врхунац моћи у периоду између 95. и 66. п. н. е. под владавином краља Тиграна Великог, и у том периоду је била једна од најмоћнијих сила у региону. Кроз њену историју смењивали су се периоди независности и вазалстава. 
Стратешки веома повољан положај Јерменије између два континента, кроз историју јој је задавао много невоља и доводио до честих инвазија суседних народа, попут Асираца, Грка, Римљана, Византинаца, Арапа, Монгола, Персијанаца, Отомана и Руса.
Доминантна религија древне Јерменије био је зороастризам или маздаизам — религија заснована на учењима светог пророка Заратустре (Зороастер на грчком), која важи за вероватно најстарију дуалистичку религију на свету. Била је то доминантна религија у Персији до 7. века. Међутим хришћанство је веома рано почело да се шири Јерменијом, већ 40 године. Краљ Тиридат III Велики (238—314. ) је прогласио хришћанство службеном религијом Јерменије 301. године и тако је Јерменија постала прва хришћанска држава на свету (чак 10 година пре него што је император Галерије гарантовао слободу хришћанима у Риму, и 36 година пре крштења Константина Великог). Године 428. јерменско краљевство је потпало под власт Сасанидске персијске династије и укључено у Јерменски марзпанат Персије, да би 451. године добила аутономију и слободу вероисповести у оквиру персијске државе.

### Средњи век
Након марзпанатског периода (428—636), Јерменија потпада под власт Арапа као аутономна кнежевина Јерменски Емират (637—884), која је чак успела да поврати неке територије које су раније изгубљене у ратовима са Византијом. Кнежевином је управљао кнез кога су признавали и арапски калиф и византијски цар. Јерменски емират (Arminiyya) је обухватао и делове Грузије и Кавкаске Албаније, са престоницом у јерменском граду Двину. Кнежевина је живела све до 884. године када је успела да врати своју независност од ослабљене Арапске империје.
Обновљеном краљевином владала је династија Багратида све до 1045. године када се распала на неколико самосталних краљевина и кнежевина (које су и даље признавале врховну премоћ Багратидских краљева). 
Године 1045. Византија је освојила Багратидску Јерменију, а убрзо потом и остале јерменске државе, али се њихова власт кратко одржала, јер су их већ 1071. поразили Турци Селџуци. Многи Јермени су бежећи пред Селџуцима нашли своје уточиште у планинама Тауруса где су добили склониште од стране византијског гувернера. На том месту, у подручју града Тарсуса у Киликији је већ 1080. формирана јерменска Краљевина Киликија (1080—1375).
Киликија је била веома важан савезник европским Крсташима на Блиском истоку, и сматрала се бедемом хришћанства на истоку.
Током 1230-их на територије Јерменских држава на северу упадају Монголи и друга средњоазијска племена, и те инвазије које су све више и више слабиле јерменске државице су се наставиле све до краја 15. века.

### Рано модерно доба
Током 16. века Отоманска Турска и Сафавидска Персија су међусобно поделили јерменски историјски простор. Након Руско-турског рата (1828—1829), Источна Јерменија потпада под власт царске Русије (укључујући тадашњи Јеревански и Карабашки канат који су били под управом Персије).
Под Отоманском влашћу, Јермени су у оквиру својих енклава уживали одређену аутономију и живели су у релативно складним односима са осталим нацијама у царству (укључујући и владајуће Турке). Ипак, живот хришћана у строго муслиманском друштву је био подложан честим дискриминаторским актима, што је довело до захтева Јерменске заједнице за већим правима и слободама. Као одговор на те протесте, тадашњи султан Абдул Хамид II је спровео масовне чистке над Јерменима између 1894. и 1896. године у којима је према проценама страдало између 80.000 и 300.000 Јермена.
Султан Абдул Хамид II је 1908. збачен са власти у Младо-турској револуцији, а Јермени су у томе видели своју шансу да се побољша њихов статус грађана „другог реда“ (већ 1914. је донесен пакет закона тзв „Јерменски програм реформи“ који је требало да побољша статус Јермена у имерији).

### Први светски рат и геноцид над Јерменима
Русија и Турска су ушле у Први светски рат као непријатељи, а Турци су Јермене сматрали руском петом колоном. Већ 24. априла 1915. почела су масовна хапшења јерменских интелектуалаца од стране турских власти, а усвајање контроверзног анти јерменског Техчирског закона (турски tehcir = депортација) 29. маја 1915. резултовало је догађајем који је постао познат под именом Геноцид над Јерменима.
У периоду од 1915. до 1917. у погрому над Јерменима страдало је између 600.000 и преко милион Јермена. Турске пак власти, никада нису признале да се то заиста и догодило, већ су упорно причале о грађанском рату и обостраним сукобима. Држава Јерменија и јерменска дијаспора широм света је покренула опсежну акцију службеног признавања ових догађаја из Првог светског рата као геноцида. У Јерменији се сваке године 24. априла обележава Дан Мученика (односно Дан Жртава геноцида над Јерменима).

### Демократска Република Јерменија
Након завршетка Првог светског рата Бољшевичка Русија је од Источне Јерменије, Грузије и Азербејџана формирала Транскавкаску Демократску Федералну Републику, која је живела веома кратко, од фебруара до маја 1918. када се распала. Од Источне Јерменије 28. маја је формирана ДРЈ (јерм. Hayastani Demokratakan Hanrapetut’yun; 1918—1920).
Иако су Силе Антанте на све начине подржавала новоосновану Јерменску државу, слабашна ДРЈ се морала суочавати са честим ратовима, територијалним споровима са суседима, масовним приливом избеглица из Отоманске Турске, епидемијама и глађу.
Према мировном уговору из Севра од 10. августа 1920. Јерменији је гарантован континуитет и територијално проширење на историјске покрајине у Турској, а размишљало се и о стварању Јерменије као мандатног подручја под заштитом Друштва народа. Међутим, уговор је одбијен од стране Турског народног покрета и никада није ступио на снагу. 
Године 1920. Турска војска је напала Јерменију са истока што је значило почетак новог Турско-јерменског рата (24. септембар - 2. децембар 1920). За само 8 дана турске трупе предвођене генералом Казимом Карабекиром су успеле да освоје цео источни део земље и продру све до града Гјумрија, а Јерменија је изгубила преко 50% предратне територије и већину војске. Готово истовремено, Совјетска XI армија предвођена генералом Григоријем Орџоникидзеом је упала са севера код Каравансараја (данашњег Иџевана), а пад Јеревана 4. децембра је означио и крај ДРЈ.

### Совјетска Јерменија
Јерменија је анектирана од стране бољшевичке Русије и заједно са Грузијом и Азербејџаном инкорпорирана у СССР као део Транскавкаске СФСР 4. марта 1922.
ТСФСР је егзистирала у периоду 1922. до 1936. када је коначно подељена на три посебне Совјетске републике. Совјетска власт је Јерменима донела период релативног мира и стабилности, а влада у Москви је издашно помагала Јереван и са залихама хране и медицинским средствима. Међутим, ситуација је била изразито тешка за Јерменску цркву, а нарочито се погоршала доласком на власт Јосипа Стаљина. У Стаљиновим великим чисткама страдало је или расељено на десетине хиљада „неподобних“ Јермена.
Иако је током Другог светског рата, Јерменија избегла директна разарања на својој територији, преко пола милиона Јермена је било мобилисано, а око 175.000 војника је погинуло у току рата.
Статус Јерменске цркве се знатно поправио након Стаљинове смрти 1953. а већ две године касније Католикос свих Јермена Вазген I се и службено вратио у Патријаршијски двор у Ечмијадзину.
Током 80-их година долази до немира у суседном Азербејџану због Нагорно-Карабаха који је био насељен већинским Јерменима, а који је Стаљин 1923. искључио из састава Јерменије. Мирни протести у Јеревану у знак подршке Карабашким Јерменима, у Бакуу су протумачени као провокације и довели су до анти јерменских протеста у Сумгајиту у Азербејџану. Уз све проблеме политичке природе, Јерменију је 1988. задесио стравичан земљотрес магнитуде 7,2° у којем је живот изгубило преко 25.000 људи на северу земље.
Неспособност актуелне власти у Москви да реше све бројније проблеме (а посебно проблем око Карабаха) доводила је до разочарења међу Јерменима, и њихове тежње ка независности су се само појачавале. У мају 1990. формиране су и оружане трупе Јерменије (Нова Јерменска Армија) одвојене од Црвене армије. Убрзо је дошло и до сукоба између две војске у Јеревану у коме је неколико људи страдало. Готово истовремено, у Бакуу (јануар 1990) десио се нови велики погром Јермена у коме је протерано преко 200.000 етничких Јермена.

### Обнова државности
Јерменија је прогласила независност од Совјетског Савеза 23. августа, 1990. године и тако постала прва не-балтичка држава која је иступила из заједнице, а међународно је призната крајем септембра наредне године. Међутим, прве пост совјетске године су биле праћене великом економском кризом и крвавим ратом између Карабашких Јермена и Азербејџана. Као одговор на Јерменску подршку Карабаху у сукобу, Азербејџан је увео трговачку и саобраћајну блокаду према Јерменији (којој се 1993. придружила и Турска) што је уништило и онако слабу економију Јерменије.
Примирје је потписано 1994. године уз посредство Русије, а у рату је страдало око 30.000 људи док је преко милион лица расељено из својих домова на обе стране. Карабашки Јермени су територијално профитирали у том сукобу јер су успели да задрже 15% територије Азербејџана (укључујући и сам Карабах).
Јерменија је последњих година учинила много на преласку на тржишну економију (2009. је сврстана на 31. место у свету по слободи пословања). Интензивирање односа са европским земљама, Блиским истоком и Заједницом Независних Држава довело је до раста трговачке размене. Главне сировине и добра, у земљу и даље улазе преко Грузије и Ирана са којима Јерменија има специјалне и паралелне везе.